# Hacienda (Einheit)
Hacienda war ein mexikanisches Feld- und Flächenmaß. 
- 1 Hacienda = 125.000.000 Quadrat-Vara (25.000 mal 5000 Vara) = 5 Leguas cuadrada = 8778,0500 Hektar

Die Vara als Flächenmaß „Quadratelle“ kann mit 0,702244 Quadratmeter und die Legua cuadrada (Quadratmeile) mit 1755,61 Hektar angenommen werden.